# Alluaiw
Der Alluaiw (russisch Аллуайв, kildinsamisch Eellwuejjw (Э̄ллвуэййв); auch Alluajv oder englisch Alluayv bzw. Alluaiv) ist ein 1051 m hoher Berg im Massiv der Lowosero-Tundren auf der russischen Halbinsel Kola. Der Berg liegt etwa zehn Kilometer südlich der Bergbausiedlung Rewda in der Oblast Murmansk.

## Geologie
Der Alluaiw ist eine bekannte Fundstätte zahlreicher Minerale. Bisher (Stand: 2010) konnten dort 183 verschiedene Minerale nachgewiesen werden. Für 29 dieser Funde gilt der Berg zudem als Typlokalität (erster Fundort), namentlich Alluaivit, Bykovait, Karyochroit, Dualith, Gmelinit-K, Grumantit, Intersilit, Keldyshit, Kogarkoit, Korobitsynit, Lintisit, Litvinskit, Manaksit, Manganotychit, Mineevit-(Y), Nastrophit, Natroxalat, Parakeldyshit, Polyphit, Pyatenkoit-(Y), Quadruphit, Shkatulkalith, Shomiokit-(Y), Sidorenkit, Sobolevit, Terskit, Umbozerit und Voronkovit.

## Name
Das heute offiziell im Russischen gebrauchte Alluaiw entspricht der russifizierten Schreibung des samischen Namens und ist eine Wortzusammensetzung aus dem Adjektiv „hoch“ (vgl. kildinsamisch eell (э̄лл)) und dem Substantiv „Bergspitze/Kopf“ (vgl. kildinsamisch wuejjw (вуэййв)).

## Alluaiw in der Literatur
Im Gedicht Lyschy (Лыжы „Skier“) beschreibt der samische Dichter Askold Baschanow (1934–1912) eine Skifahrt auf den Berg, in seiner Schreibung Ella-wueiw (Элла-вуэйв). Baschanow lebte und arbeitete in Rewda.